# Müfide Kadri
Müfide Kadri, née en 1889 ou 1890 et morte en 1912 à Constantinople dans l'Empire ottoman, est une peintre turque. Elle est l'une des premières artistes féminines et la première femme enseignante professionnelle d'art dans l'Empire ottoman. 

## Biographie
Elle perd sa mère alors qu'elle est bébé et est adoptée par Kadri Bey, un parent éloigné et sa femme, qui n'avaient pas d'enfant. Elle reçoit une éducation privée à l'aide de tuteurs privés, qui découvrent son talent artistique. Elle commence à peindre sérieusement à l'âge de dix ans et prend des leçons du peintre Osman Hamdi Bey. Elle reçoit une formation de dessin et aquarelle de Salvatore Valeri, un professeur d'origine italienne au Sanayi-i Nefise Mektebi (École des beaux-arts, qui fait maintenant partie de l'Université des beaux-arts Mimar-Sinan). Elle apprend également à jouer du piano, du violon et des instruments traditionnels, tels que l'oud et le kamânche.

## Galerie

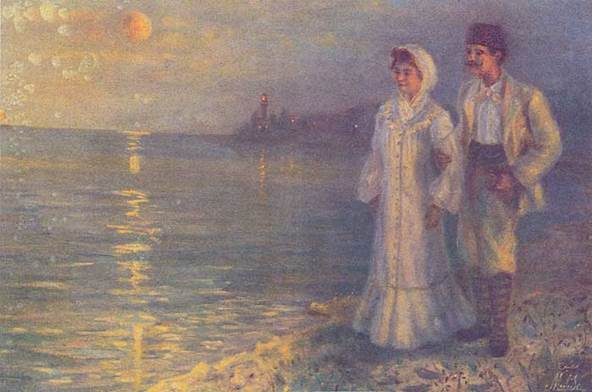
Amoureux sur la plage (avant 1912)
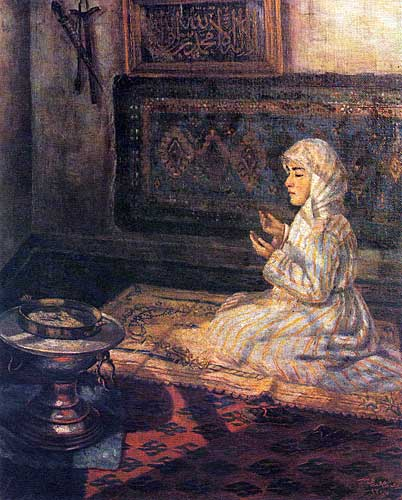
Femme qui prie (avant 1912)
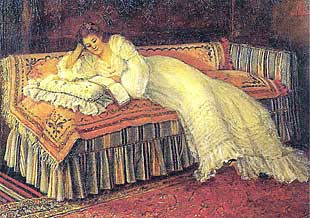
Femme lisant un livre (avant 1912)
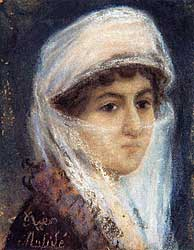
Müfide Kadri (autoportrait)